# Lista över rollfigurer i It's Always Sunny in Philadelphia
Följande är en lista över karaktärerna i den amerikanska tv-serien It's Always Sunny in Philadelphia.

## Huvudroller

### Dennis Reynolds
Dennis Reynolds är Dees bror, barndomsvän till Mac och Charlie, och troddes i många år vara Franks son. Dennis är fåfäng, med stora komplex över sitt utseende, sociala status och förmågor, då han sedan barndom ansett sig vara en "gyllende gud".
Trots att Dennis på utsidan betraktas som mest "normal" i gänget lider han av svåra mentala problem, förvrängd självbild, och blev i ett avsnitt diagnostiserad med Borderline personlighetsstörning. Utöver dessa problem är Dennis mycket manipulativ, och besatt av sex, då han använder sig av många oetiska strategier för att lura och locka till sig kvinnor. 
Det är ofta antytt att Dennis i hemlighet är en seriemördare och/eller en våldtäktsman, han har bland annat ett hemligt utrymme fyllt med suspekta vapen och vad han kallar sin "utrustning". Han har, som resten av gänget också haft, problem med alkohol och droger, bäst demonstrerat när Dennis och Dee villigt blir beroende av Crack-kokain för att få pengar av staten. I musikalen "The Nightman Cometh" spelade han Dayman som blir våldtagen av Nightman, innan de till sist möts och konfronterar varandra.

### Dee Reynolds
Dee Reynolds är Dennis syster och barndomsvän till Mac och Charlie. Dee är intelligent, men mycket osäker på grund av skoliosen hon genomled i gymnasiet, kombinerat med sin mammas kalla, kritiska attityd. Dee anser sig oftast vara "över" resten av gänget och gör många försök att bryta sig ur gruppen, men dras alltid tillbaks in då hon är lika illa som resten. Dee är också väldigt lång för att vara kvinna, och hennes fötter och händer är ovanligt stora, vilket framkallar jämförelser med olika fåglar från gänget.

### Ronald "Mac" McDonald
Ronald Mac McDonald är Charlies barndomsvän och Dennis high school-kamrat och senare rumskamrat. Han är delägare i Paddy's, han ser sig själv som "Sheriffen av Paddy's", och är i allmänhet pubens mest aktiva ägare. Mac spelas av Rob McElhenney. En moraliskt och fysiskt feg karaktär. Mac strävar ofta efter att verka "hård" och skryter ofta om sina kampsportskunskaper, vanligen för att imponera på sin far eller på sina vänner, men han flyr allt som oftast från konfrontationer och slagsmål. Mac är stolt kristen, och väldigt homofobisk, trots sin tydliga fascination med andra män. I säsong 12 kommer han officiellt up som gay, efter år av nekande.
Mac har sin "catch-phrase": "What's up, bitches?", som han säger när han kommer in i ett rum där resten av gänget befinner sig. I många episoder kommer Mac in i baren meddelande "Jag har nyheter!", det är ofta det som blir den röda tråden i avsnittet. De andra delar sällan hans entusiasm, men han brukar övertyga en av dem att följa honom, men ofta motvilligt. Under hela serien använder Mac sin "valpblick" när han skäms eller när han föreslår något skamligt.

### Charlie Kelly
Charlie Kelly är Mac, Dee och Dennis barndomsvän, och möjligtvis Franks oäkta son. Charlie är högljudd, analfabet och lider av låg intelligens och sociala svårigheter. Han rankas oftast lägst i rang, och gör de otrevligare jobben runt Paddys, vilket kallas "Charlie work". Charlie har minst framgång med det motsatta könet, och stalkar "The Waitress", en gammal gymnasiekompis över flera år. Han visar väldigt lite intresse för andra kvinnor. Hans familjeliv är dysfunktionellt, då hans mamma är en mycket timid och lättskrämd kvinna, som under Charlies barndom hyrde ut Charlies rum till hans morbror Jack, som antyds ha sexuellt utnyttjat honom, samt jobbade som prostituerad. Han är även skaparen av "The Nightman" och "The Dayman". Trots sina dåliga förutsättningar visas det ibland att Charlie är mer intelligent än vad han först verkar, han är en naturlig talang när det gäller musik, och är nog individen i gänget som närmst kan definieras som en "bra person". 

### Frank Reynolds
Frank Reynolds är Dees och Dennis pappa - tills de tar reda på att han inte alls kan vara det. Men de avskyr ändå sin riktiga pappa för att han är så snäll mot dem. Frank är en kort, tjock och irriterande gubbe som har varit med i ett "Gäng" på 1950-talet, och som driver puben. Frank, till skillnad från resten av gänget lever i misär av fri vilja, då han redan är mycket framgångsrik, men helt enkelt tröttnat på livet i överklassen. Franks förflutna är som affärsman, en oetisk sådan, som öppet erkänner att han ägde slavfabriker i Vietnam. Som barn blev han institutionaliserad, men släpptes sedan fri och startade nattklubb med sin storebror.
Frank är ett gubbslem av värsta klass, och i "Nightman Cometh" spelade han trollet som säljer pojken som sexslav.